# Inca Garcilaso de la Vega
El Inca Garcilaso de la Vega (»El Inca«; * 12. April 1539 in Cuzco, Peru, als Gómez Suárez de Figueroa; † 23. April 1616 in Córdoba (Spanien)) war ein peruanischer Schriftsteller und anerkannter Chronist der Geschichte der Inka sowie der Eroberung Perus durch die Spanier.

## Leben und Werk

### Herkunft und Jugend
El Inca Garcilaso de la Vega war der Sohn des spanischen Conquistadors Capitán Sebastián Garcilaso de la Vega y Vargas (ca. 1500–1559) und einer Nichte des Inka-Herrschers Huayna Cápac (Wayna Qhapaq), genannt Isabel Suárez Yupanqui, geborene Chimpu Ocllo (Uqllu). Gómez’ Vater stammte aus dem hochadeligen extremenischen Ricohombre-Geschlecht der Suárez de Figueroa und war ein Neffe des damals sehr bekannten Dichters Garcilaso de la Vega († 1536). Zur Verwandtschaft seines Vaters gehörten weitere bekannte Renaissance-Dichter wie Jorge Manrique († 1479) und der Marquis von Santillana († 1458). Der Junge wuchs im Haus eines spanischen Freundes in Cuzco mit seinen beiden jüngeren Geschwistern, Garcilaso und Leonor, bei seiner Mutter auf, wurde zweisprachig in Quechua und Spanisch erzogen und genoss zusammen mit anderen Abkömmlingen der Inkaherrscher und der führenden Conquistadoren in der ehemaligen Inka-Hauptstadt eine hervorragende Ausbildung. Mütterlicherseits hatte sein Großvater Huallpa Túpac Yupanqui (1481–1533) als Vollbruder des Inkas eine herausragende Stellung in der Reichsverwaltung innegehabt, und ein Großonkel und verschiedene frühere Inka-Offiziere verkehrten regelmäßig im Hause der Palla („Edelfrau“) Chimpu Ocllo und vermittelten den Kindern ihr Wissen. Auch sein Onkel Francisco Huallpa Túpac Yupanqui, der jüngere Bruder seiner Mutter, lebte im Haus und hatte auch später noch Kontakt zum Inca Garcilaso, als dieser schon in Spanien lebte.
1542 siedelten sie in ein eigenes Haus an der zentralen Plaza Cusipata um, während der Vater in der Stadtregierung tätig war. Die Wirren des Bürgerkriegs (1544–1548) erlebte der etwa 9-jährige Gómez mit, als das Haus in Abwesenheit seines Vaters von verfeindeten Conquistadoren tagelang belagert und die Familie mit dem Tod bedroht wurde. Nach der Wiederherstellung der Ordnung durch den königlich ernannten Präsidenten der Audiencia, Don Pedro de la Gasca, trennte sich Sebastián Garcilaso de la Vega von seiner indianischen Lebensgefährtin, mit der er wie praktisch alle Conquistadoren nicht offiziell verheiratet war, und heiratete die Spanierin Luisa Martel de los Ríos, mit der er weitere Kinder bekam. Das entsprach der damaligen Politik des spanischen Indienrates, die von strengen Moralvorstellungen und dem Protorassismus der in Spanien herrschenden Blutreinheitsideologie geprägt war und den irregulären Verbindungen der spanischen Führungsschicht mit Indianerfrauen ein Ende bereiten wollte. Die Vermischung zwischen Spaniern und Indigenen wurde nach offizieller Doktrin als Gefahr für die künftige Entwicklung der Kolonie begriffen. El Inca Garcilaso de la Vega kritisiert dieses Verhalten seines Vaters, das er mit etwa 12 Jahren miterleben musste, später im VI. Buch seiner Comentarios (1609) recht offen.

### Auswanderung und Frühwerk
Nach dem Tode seines Vaters reiste er 1560 als knapp 20-Jähriger nach Spanien, da sein Vater ihm Geld mit der Auflage vermacht hatte, in Spanien zu studieren. Dort angekommen und von Verwandten seines Vaters gut aufgenommen – vor allem in Montilla im Haus seines Onkels Alonso de Vargas y Figueroa († 1570), der ihm nach der Ankunft 1561 zu einer Vaterfigur wurde –, versuchte er, bei Hof bestimmte Vorrechte geltend zu machen, die ihm nach seiner Meinung als ältestem Sohn und – wie er meinte – Erben eines spanischen Adligen, der der ersten Conquistadoren-Generation angehört hatte und von 1554 bis 1556 sogar Gouverneur (Corregidor) von Cuzco gewesen war, zustanden. Dies wurde ihm jedoch wegen dessen angeblicher Beteiligung an der gegen die Krone gerichteten Rebellion des Gonzalo Pizarro abgeschlagen. Das väterliche Erbe konnten ohnehin nur die ehelich geborenen, jüngeren Halbgeschwister antreten.
Nach anfänglicher Enttäuschung beantragte er 1563 die Rückreise ins Vizekönigreich Peru, schob die Abreise aber immer wieder auf, bis ihm schließlich ein Sohn geboren wurde und seine eigene Mutter im fernen Peru einen anderen Spanier geheiratet hatte. Letztendlich kehrte er nie mehr nach Amerika zurück. Ab 1564 verdingte er sich als Soldat, beteiligte sich an der Niederschlagung des Moriskenaufstands (1568–1571) in der Sierra Nevada unter Juan de Austria und wurde zum königlichen Hauptmann befördert. Er setzte die Militärlaufbahn aber nicht fort, sondern zog nach Montilla und begann – finanziell durch seinen Onkel abgesichert, der ihm sein Haus vererbte – zu schreiben. Er arbeitete zunächst an Übersetzungen und schrieb verschiedene kleinere dichterische Werke, jedoch beschäftigte ihn offenbar von Anfang an der Gedanke, die Erinnerungen an das verlorene Inkareich für die Nachwelt zu dokumentieren. Inzwischen war seine Mutter 1571 gestorben. Aus Gründen, die nie ganz klar geworden sind und vermutlich mit der durch seine Herkunft und die Übersiedlung in eine völlig fremde Welt ausgelösten Identitätskrise zusammenhängen, änderte er mehrmals seinen Namen und nannte sich schließlich El Inca Garcilaso de la Vega, indem er den Namen seines Vaters mit der Titelbezeichnung kombinierte, die seine adlige Abkunft mütterlicherseits zum Ausdruck brachte. Dies tat er, obwohl er zunächst dafür gekämpft hatte, als vollgültiger Erbe seines Vaters anerkannt zu werden, und wohl wissend, dass ihm der angemaßte Titel „Inca“ eigentlich nicht zustand (es durfte sich nur Inka nennen, wer in direkter männlicher Linie aus der Herrscherdynastie stammte). Nach Auffassung von Remedios Mataix sicherten ihm der bekannte Dichtername und der exotische Titel innerhalb der für ihn fremden Gesellschaft die nötige Aufmerksamkeit und gaben ihm zugleich die Außenseiterrolle, die ihm die schriftstellerische Existenz als Berichterstatter aus einer für die Spanier ihrerseits gänzlich unbekannten Welt ermöglichte.
Garcilaso besaß eine Kapellenpfründe, die ihm sein Onkel beschafft hatte, und empfing um 1579 die niederen Weihen zum Kleriker. Eine weitere kirchliche Laufbahn kam aber aufgrund seiner illegitimen Herkunft nicht in Frage. Seine erste literarische Arbeit war eine Übersetzung der Dialoghi d’amore des León Hebreo aus dem Italienischen, die 1590 in Madrid veröffentlicht wurde. Das König Philipp II. gewidmete Werk war die erste gedruckte Bucherscheinung eines peruanischen Autors in Spanien. Garcilaso nutzte die Arbeit an diesem beinahe enzyklopädischen Werk des Renaissance-Neuplatonismus, um sich in Eleganz und Stilsicherheit einzuüben und sein Allgemeinwissen zu vertiefen. Nach dem Tod seiner Tante siedelte er sich 1591 in Córdoba an und gewann Zugang zu den dortigen humanistischen Kreisen. Er schaffte sich eine gut sortierte Bibliothek an und las und kommentierte die darin befindlichen Werke ausgiebig. El Inca Garcilaso sprach gut Latein, studierte historische Werke von Plutarch und Julius Caesar ebenso wie die zeitgenössischen Chroniken der Entdeckung und Eroberung Amerikas und las die damals populären italienischen Dichter wie Ariost oder Boccaccio. Als erstes Buch, das sich mit der Neuen Welt beschäftigt, veröffentlichte Garcilaso 1605 eine Chronik der Entdeckungsreisen Hernando de Sotos in Florida (La Florida del Inca), für die er die Berichte verschiedener Informanten zusammentrug. In der Schilderung der Entdeckungsreisen durch Inca Garcilaso erkennen einige Ausleger verdeckte Angriffe auf die Politik Spaniens in Peru, an dessen Eroberung seinerzeit auch Hernando de Soto zusammen mit Francisco Pizarro und dem Vater des Verfassers teilgenommen hatte.

### Wirken als Historiker
Sein schon seit 1586 angekündigtes und vorbereitetes, aber erst 1609 in Lissabon veröffentlichtes Hauptwerk, die „Wahrhaftigen Kommentare über die Incas“ (Comentarios Reales de los Incas), verfasste er aus der Erinnerung an die mündlichen Überlieferungen, die ihm aus seiner Familie und Ausbildung bekannt waren, ergänzt durch Auskünfte, die er bei in Peru lebenden Verwandten und Bekannten einholte. Sein Anliegen war es, dem spanischen Leser anhand der Geschichte der Inka von ihren mythischen Ursprüngen bis zum Sieg des Atahualpa (Atawallpa) über seinen Halbbruder Huáscar (Waskar) die andine Wirklichkeit nahezubringen. Das Buch endet mit der Niederlage des aus der Sicht Garcilasos rechtmäßigen Inkas Huáscar und dem anschließenden Blutbad, das Atahualpa am Vorabend der Eroberung des Reiches durch die Spanier unter den Verwandten und Anhängern seines Thronrivalen anrichten lässt und dem Garcilasos Mutter nur knapp entkommen war. Der Erscheinungsort des Werkes erklärt sich aus der Widmung an die Herzogin von Bragança, Prinzessin Katharina von Portugal (1540–1614), eine Enkelin König Manuel I. von Portugal. Die Objektivität seiner Beschreibungen wird angezweifelt.
Um 1612/13 stellte er als zweiten Teil der Comentarios die „Allgemeine Geschichte Perus“ (Historia General del Perú) fertig, in welcher die Ereignisse der Eroberung Perus durch Francisco Pizarro, die Bürgerkriege zwischen den Conquistadoren und das Schicksal der Nachfahren der Inkaherrscher bis zur Hinrichtung des letzten Inkakönigs Túpac Amaru (1572) beschrieben werden. Dieses Werk erschien postum im Jahr nach seinem Tod, 1617, in Córdoba. Einige Ausleger sehen im ersten Teil seiner Kommentare eine Hommage des Incas an seine Mutter und deren Familie, während er sich im zweiten Teil mit der Rolle seines Vaters in den Wirren und Streitigkeiten nach der Conquista auseinandersetze und dessen Verhalten zu erklären und rechtfertigen suche (Don Sebastián Garcilaso hing der Ruf der Illoyalität an, da er seine Partei oft gewechselt haben soll; unter Peruveteranen gab man ihm den Spitznamen „der Getreue für drei Stunden“). Aus dieser Interpretation heraus betrachten einige den ersten Teil seines Hauptwerks als Anklage gegen den untreuen Vater, die sich als Protest des Inkas gegen den Raub seiner Heimat darstellt, während im zweiten Teil eine Versöhnung mit dem Vater stattfinde, die mit dem Heimischwerden des Incas Garcilaso in seiner neuen, spanischen Heimat einhergeht.
Die letzten Lebensjahre widmete er der Überarbeitung einer von der Inquisition verbotenen Dichtung seines Vorfahren Garci Sánchez de Badajoz († 1526), dessen Familiengeschichte und Genealogie er bereits 1596 auf Vorschlag eines Freundes niedergeschrieben hatte. Das umstrittene Werk, die Liçiones de Job apropiadas a las pasiones de amor, war eine parodistische Travestie des biblischen Hiob-Buches; und El Inca – als Kleriker selbst im kirchlichen Dienst stehend – versucht, die verfänglichsten Passagen in eine für die Kirchenzensur annehmbare Form umzudichten.
Der Inca Garcilaso de la Vega starb am 23. April 1616 im Alter von 77 Jahren. Er wurde in einer von ihm gestifteten Seitenkapelle in der Kathedrale von Córdoba bestattet und ließ sein Epitaph mit einer selbst verfassten Grabinschrift versehen.
Zur Zeit des Aufstands von José Gabriel Condorcanqui im achtzehnten Jahrhundert wurde die Veröffentlichung der Comentarios Reales in Lima durch Karl III. auf Grund ihres „gefährlichen Inhalts“ verboten. Das Buch wurde auf dem amerikanischen Kontinent zum ersten Mal erst 1918 wieder gedruckt, wenn auch vorher einzelne Exemplare im Umlauf waren.
Eine Besonderheit in der Biografie und im Werk Garcilasos, die ihn von anderen Chronisten der Kolonisation Amerikas unterscheidet, besteht darin, dass er seine spanischen Wurzeln bis in die Herkunftsgesellschaft seines Vaters hinein zurückverfolgt hat und Teil einer „alten“ Kultur wurde, die auf ihn ebenso fremdartig „neu“ wirken musste wie für die ursprünglichen Entdecker die „Neue Welt“ selbst. Als einziger in Amerika geborener Schriftsteller mestizischer Herkunft hat er den Weg einer Auswanderung in umgekehrter Richtung vollzogen und ist nicht in der Kolonialgesellschaft geblieben und deren Teil geworden, sondern in die „alte Welt“ ausgezogen. Wiewohl er in der südamerikanischen Geschichtsschreibung als der Mestize schlechthin gilt, lässt er sich daher kaum als typischer Vertreter lateinamerikanischer Mestizaje betrachten und mit jenen indianischen, mestizischen oder kreolischen Autoren vergleichen, die immer Teil der Kolonialgesellschaft waren und die kontinentalspanische Wirklichkeit nie aus erster Hand zur Kenntnis nehmen konnten. Bei Inca Garcilaso de la Vega findet daher weniger Vermischung als vielmehr tatsächliche Gegenüberstellung der inkaischen/andinen mit der hispanischen/okzidentalen Kultur statt, ohne die Gegensätze in einem neuen kulturellen Kontext wie der Mestizaje aufzuheben. Nostalgie und Heimweh nach dem Verlorenen, sei es die untergegangene Kultur der Inka oder der Verlust der ursprünglichen Heimat, stehen damit in Garcilasos Werk stärker im Vordergrund als bei den in der kreolischen Umwelt beheimateten Geschichtsschreibern.

## Ehrungen

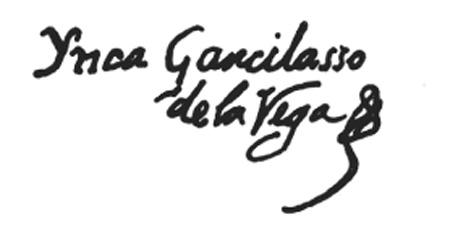
Autograph mit der Unterschrift des Schriftstellers

Das Stadion in Cuzco (Estadio Garcilaso de la Vega) wurde 1950 nach ihm benannt.
Eine Universität in Lima trägt ebenfalls seinen Namen: die Universidad Inca Garcilaso de la Vega (UIGV).

## Sonstiges
Der historische Roman Das Schwert und der Mond von Laura Pariani behandelt das Leben des Inca Garcilaso de la Vega.

## Ausgaben
La Florida
- La Florida del Inca. Edition von Sylvia L. Hilton (Hrsg.), Historia 16, Madrid 1986.
- La Florida del Inca. Edition, Einf. u. Anm. v. Sylvia L. Hilton (krit. Ausgabe), Fundación Universitaria Española, Madrid 1982.
- La Florida del Inca. Historia del adelantado, Hernando de Soto, governador y capitán general del reino de la Florida, y de otros heroicos caballeros españoles e indios. Lisboa 1605. Faksimile, Extramuros Edición, Mairena del Aljarafe (Sevilla) 2008, ISBN 9788496784185.
- The Florida of the Inca: a history of the Adelantado, Hernando de Soto, governor and captain general of the kingdom of Florida, and of other heroic Spanish and Indian cavaliers. Austin (Texas) 1951 (engl.).
- Geschichte der Eroberung von Florida, aus dem Französischen übersetzt von Heinrich Ludewig Meier. Zelle, Frankfurt, Leipzig 1753 (Digitalisat in der Google-Buchsuche).

Comentarios reales
- Comentarios reales de los Incas. Edition von Héctor López Martínez (Hrsg.), Orbis Ventures, Lima 2005.
- Comentarios reales de los Incas. Edition, Einf. u. Anm. v. Mercedes Serna (krit. Ausgabe), Castalia, Madrid 2000.
- Comentarios Reales de los Incas. Edition von Carlos Araníbar (Hrsg.), Fondo de Cultura Económica, Ciudad de México 1991, ISBN 968-16-4892-7; zuletzt: 2005, ISBN 968-16-4893-5.
- Comentarios reales (Auswahl). Edition und Einführung von Enrique Pupo-Walker (Bearb.), Colección Letras Hispánicas, Cátedra, Madrid 1990.
- Royal commentaries of the Incas and General history of Peru / by Garcilaso de la Vega, El Inca (The Texas Pan American series). Übers. u. Einf. v. Harold V. Livermore. University of Texas Press, Austin 1987 (engl.).
- Garcilaso de la Vega: Wahrhaftige Kommentare zum Reich der Inka. Deutsch v. W. Plackmeyer. 2. Aufl. Berlin, Rütten & Loening 1986.

Komplett-Digitalisate der Comentarios reales
- Downloadmöglichkeit bei Memoria Chilena:
  - Teil 1 (Comentarios reales; PDF, 163 MB)
  - Teil 2 (Historia General del Perú; PDF, 237 MB)